# Michail Žarov
Michail Ivanovič Žarov (Mosca, 27 ottobre 1899 – Mosca, 15 dicembre 1981) è stato un regista cinematografico e attore sovietico.

## Filmografia (parziale)

### Regista
- Beskopokojnoe chozjajstvo (1946)[1]
- Aniskin i Fantomas (1973)

### Attore
- Belyj orël (Белый орёл), regia di Jakov Protazanov (1928)
- Marionetki, regia di Jakov Protazanov e Porfirij Podobed (1933)
- Stepan Razin, regia di Ivan Pravov e Ol'ga Preobraženskaja (1939)